# Diego Valentín Gómez
Diego Valentín Gómez (San Miguel, Buenos Aires, 26 de junio de 2003), conocido deportivamente como Valentín Gómez, es un futbolista argentino que juega en la demarcación de defensa central en el Real Betis Balompié de la Primera División de España.

## Trayectoria
Formado en las inferiores del Vélez Sarsfield, Gómez firmó su primer contrato con el club en marzo de 2021.
El 24 de febrero de 2022 hizo su debut como futbolista profesional jugando por el club Vélez Sarsfield en la derrota 2 a 0 contra el Club Atlético Huracán. A mediados de 2024, estuvo muy cerca de ser vendido al City Group, pero el pase se cayó por un problema físico en la revisión médica.
El 15 de diciembre de 2024, Gómez ganó su primer título al conquistar la Liga Profesional con la camiseta de Vélez. Tras lograr el campeonato, el defensor estuvo muy cerca de ser vendido a Cruzeiro, pero la operación se frustró ante las idas y vueltas de la institución argentina. Acto seguido, se llegó a un acuerdo con Foster Gillett, que no prosperó por inclumplimiento en el pago del empresario.
El 26 de julio de 2025 se oficializó su traspaso al Real Betis Balompié de la Liga EA Sports después de abonar los aproximadamente 5,5 millones de euros de su cláusula de rescisión, conservando el club argentino un 10% de los derechos del jugador con vistas a un futuro traspaso.

## Selección nacional
En febrero de 2022, fue citado a la Selección sub-20 de Argentina. Fue convocado al Campeonato Sudamericano Sub-20 de 2023.

### Participaciones en Copas del Mundo
| Mundial                  | Sede      | Resultado        | Partidos | Goles |
| ------------------------ | --------- | ---------------- | -------- | ----- |
| Copa Mundial Sub-20 2023 | Argentina | Octavos de final | 4        | 0     |

## Estadísticas
Actualizado al último partido disputado el 21 de mayo de 2025.
| Club                      | Div.          | Temporada     | Liga  | Liga  | Copas nacionales | Copas nacionales | Copas internacionales | Copas internacionales | Total | Total |
| Club                      | Div.          | Temporada     | Part. | Goles | Part.            | Goles            | Part.                 | Goles                 | Part. | Goles |
| ------------------------- | ------------- | ------------- | ----- | ----- | ---------------- | ---------------- | --------------------- | --------------------- | ----- | ----- |
| Vélez Sarsfield Argentina | 1.ª           | 2022          | 19    | 1     | 9                | 0                | 10                    | 0                     | 38    | 1     |
| Vélez Sarsfield Argentina | 1.ª           | 2023          | 15    | 0     | 14               | 1                | -                     | -                     | 29    | 1     |
| Vélez Sarsfield Argentina | 1.ª           | 2024          | 22    | 0     | 21               | 1                | -                     | -                     | 43    | 1     |
| Vélez Sarsfield Argentina | 1.ª           | 2025          | 8     | 0     | 1                | 0                | 5                     | 0                     | 14    | 0     |
| Vélez Sarsfield Argentina | Total club    | Total club    | 64    | 1     | 45               | 2                | 15                    | 0                     | 124   | 3     |
| Real Betis · España       | 1.ª           | 2025-26       | 0     | 0     | 0                | 0                | 0                     | 0                     | 0     | 0     |
| Real Betis · España       | Total club    | Total club    | 0     | 0     | 0                | 0                | 0                     | 0                     | 0     | 0     |
| Total carrera             | Total carrera | Total carrera | 64    | 1     | 45               | 2                | 15                    | 0                     | 124   | 3     |

## Palmarés

### Títulos nacionales
| Título                  | Club                  | País      | Año  |
| ----------------------- | --------------------- | --------- | ---- |
| Primera División        | C. A. Vélez Sarsfield | Argentina | 2024 |
| Supercopa Internacional | C. A. Vélez Sarsfield | Argentina | 2024 |